# Batteria Cimirlo
La batteria Cimirlo (in tedesco Cimirlo Batterie) è una delle fortezze austro-ungariche facente parte della Fortezza di Trento (Festung Trient). Il forte appartiene al grande sistema di fortificazioni austriache al confine italiano.

## Storia

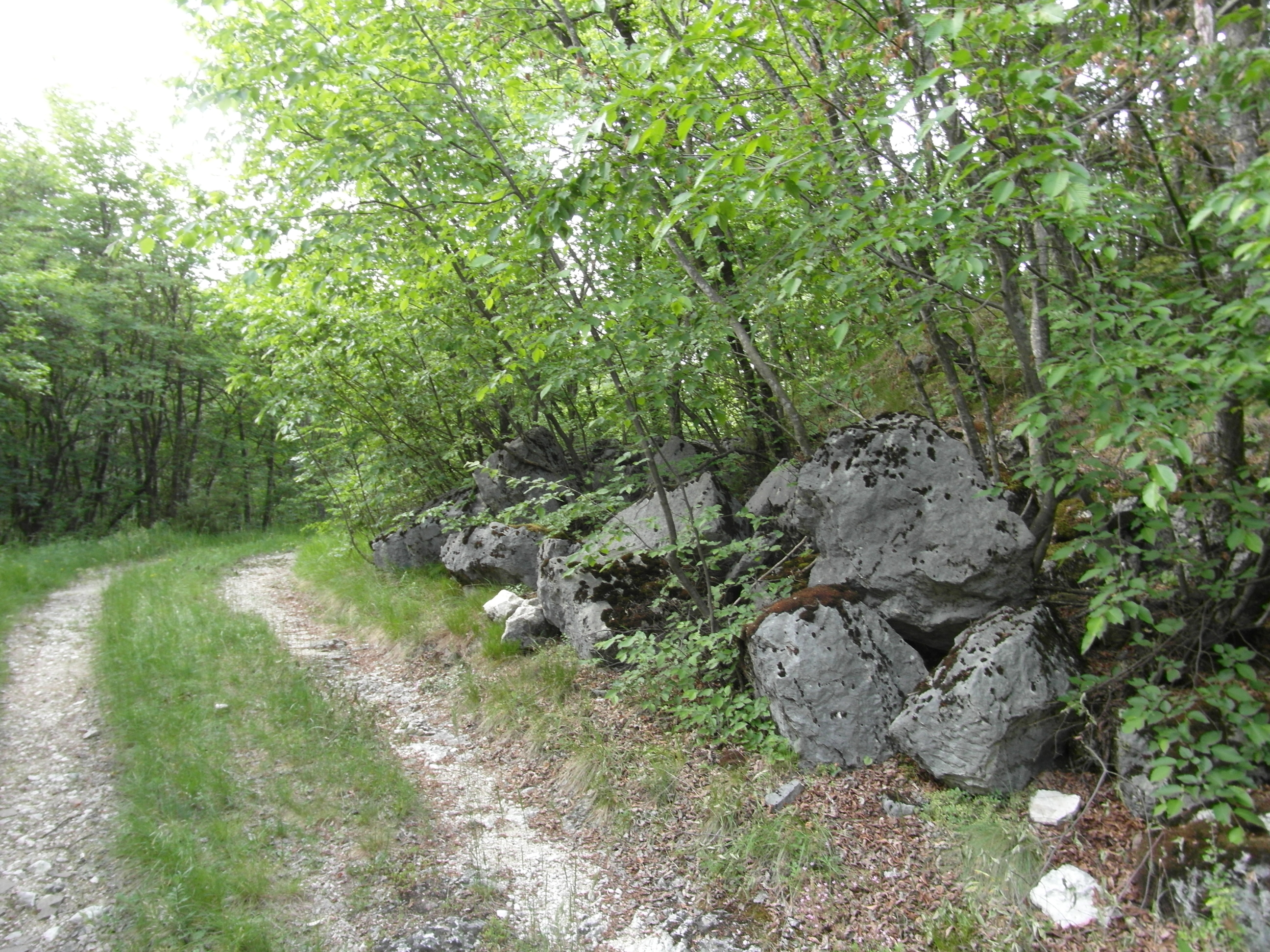
Macerie del forte lungo la via d'accesso

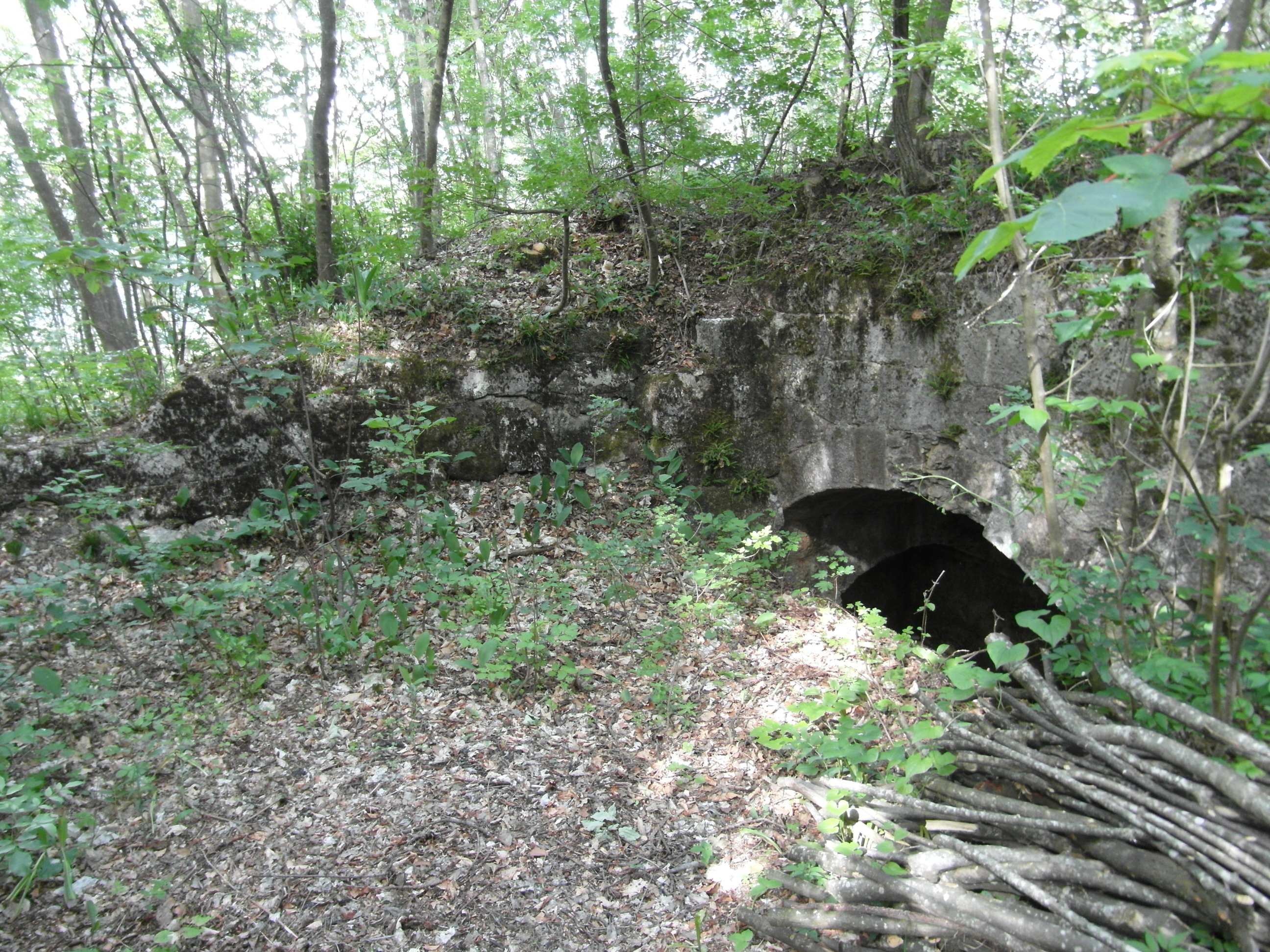
Altri resti

La batteria sorge al di sotto della gemella batteria Roncogno alla quota di 697 m s.l.m. da dove riusciva a tenere sotto il suo controllo il fianco sinistro della valle del Fersina. Purtroppo già ad inizio della prima guerra mondiale, ovvero nel 1915, venne parzialmente demolita in quanto considerata di concezione antica e la prova sta in alcune macerie disposte lungo la strada che porta alla fortificazione. Attorno al forte vennero invece scavate trincee, alcune di queste portavano al forte Roncogno. Inoltre era in grado di comunicare mediante segnali visibili con le altre fortezze in vista.
Edificata come l'opera gemella su pietre squadrate reperite in loco, all'ingresso si trovavano gli alloggiamenti, cinque a destra e tre a sinistra in grado di ospitare 155 soldati. Proseguendo, a sinistra si incrociavano la cucina e 2 magazzini per i viveri mentre a destra gli alloggi per ufficiali, depositi per le munizioni e i bagni. 
Sui lati della fortificazione erano poste alcune feritoie per la difesa da vicino, mentre quello posto a sud-ovest era armato con i tre cannoni da 150 mm collocati.

## Armamento
L'artiglieria era tutta esposta all'aperto, precisamente in barbetta e consisteva in:
- 3 cannoni da 150 mm in barbetta;
- 3 cannoni da 70 mm in barbetta.

Una seconda fonte riferisce invece che l'armamento era invece costituito da 6 cannoni da 12 cm e 4 M75 da 9 cm.
Mentre una terza scrive che era previsto un armamento di 10 cannoni da 9 cm M75/96 F.K.

## Ubicazione
Per accedere al forte vi sono due possibilità:
- la prima da Trento, si seguono le indicazioni stradali per Povo e da lì verso il passo del Cimirlo; lasciata lì la macchina si tratta di svalicare solamente.
- altra possibilità è da Pergine Valsugana, ovvero dalla sua frazione di Roncogno. Da li, lasciata la macchina alla fine della via degli Alpini, si percorre il sentiero per la Marzola. Dopo circa venti minuti vi è un bivio: la prima strada conduce sul "sentiero storico" mentre l'altra è una stradina. Entrambe conducono al forte.[1]